# María Isasi
Pour les articles homonymes, voir Isasi.
María Carlota Isasi-Isasmendi Paredes, dite María Isasi, née le 29 septembre 1975, est une actrice espagnole.

## Biographie
María Isasi est la fille de Marisa Paredes, grande dame du cinéma international, et du réalisateur Antonio Isasi-Isasmendi.
Elle est diplômée en Beaux-Arts de l'académie Juan Carlos Corazza.

## Cinéma
Elle joue dans les films suivants : 
- 1998 : Les Amants du cercle polaire, de Julio Medem;
- 1999 : Volavérunt, de Bigas Luna;
- 2001 : Salvajes, de Carlos Molinero, pour lequel est nommée aux prix Goya;
- 2002 : El caballero Don Quijote, de Manuel Gutiérrez Aragón;
- 2007 : Las trece rosas, d'Emilio Martínez-Lázaro.

## Théâtre
Au théâtre, en 2019, elle fait partie de la distribution de Comedia sin título de Federico García Lorca, adaptation d'Alberto Conejero au Teatro Español de Madrid.

## Distinctions
- 2002: nomination au Prix Goya du meilleur espoir féminin[4].